# Мафосфамид
Мафосфамид — новый, экспериментальный цитостатический противоопухолевый химиотерапевтический лекарственный препарат алкилирующего типа действия. Относится к группе производных оксазафосфорина, диамидофосфатам и одновременно к группе производных бис-β-хлорэтиламина. Является химически стабильным (в отличие от самого 4-гидроксициклофосфамида) 4-тиоэтансульфоновым эфиром 4-гидроксициклофосфамида, основного активного печёночного метаболита циклофосфамида и внутриклеточного активного метаболита перфосфамида. На данный момент мафосфамид прошёл несколько клинических испытаний I фазы.